# اچ‌ام‌اس ویمرا (۱۹۱۷)
اچ‌ام‌اس ویمرا (۱۹۱۷) (به انگلیسی: HMS Vimiera (1917)) یک کشتی بود که طول آن ۳۰۰ فوت (۹۱٫۴ متر) بود. این کشتی در سال ۱۹۱۷ ساخته شد.